# Галдо (Потенца)
Галдо (итал. Galdo) је насеље у Италији у округу Потенца, региону Базиликата.
Према процени из 2011. у насељу је живело 36 становника. Насеље се налази на надморској висини од 762 м.